# Pallacanestro ai XVI Giochi del Mediterraneo
I tornei di pallacanestro ai XVI Giochi del Mediterraneo si sono svolti dal 26 giugno al 4 luglio 2009 nei seguenti impianti:
- PalaElettra di Pescara (Torneo femminile)
- Palasport di Ortona (Torneo femminile)
- PalaScapriano di Teramo (Torneo maschile)
- PalaMaggetti di Roseto degli Abruzzi (Torneo maschile)

Ogni Paese, per ciascun torneo, poteva iscrivere una squadra di 12 giocatori.

## Calendario
Questo il calendario delle gare:
| ● | Competizioni | ● | Finali |

|                  | Giugno/Luglio |    |    |    |    |    |    |    |    |    |
|                  | 26            | 27 | 28 | 29 | 30 | 01 | 02 | 03 | 04 | 05 |
| Torneo maschile  |               |    | ●  | ●  | ●  | ●  | ●  | ●  | ●  |    |
| Torneo femminile |               | ●  | ●  | ●  | ●  | ●  | ●  |    |    |    |

## Regolamento
Il regolamento ufficiale del torneo è quello approvato dalla FIBA e in vigore al 1º gennaio 2009.

### Sorteggio
Il sorteggio è avvenuto presso l'auditorium dell'Università degli Studi "Gabriele D'Annunzio" il 5 maggio 2009, durante una cerimonia dedicata ai sorteggi dei gironi per i tornei degli sport di squadra. Il sorteggio è stato effettuato da Giuseppe Poeta, giocatore del Teramo Basket e della Nazionale italiana, per quanto riguarda le competizioni maschili, e da Federica Ciampoli, giocatrice dello Schio Basket e della Nazionale femminile.
Si iscrissero al torneo maschile nove squadre, suddivise dal Comitato Tecnico in cinque fasce, per la composizione di due gironi, uno da quattro e uno da cinque squadre. Per il torneo femminile invece, furono sette le nazionali iscritte, suddivise in quattro fasce per la composizione di due gruppi, uno da tre e uno da quattro squadre. Nell'estrazione a sorte il Comitato tenne conto del livello delle squadre partecipanti e il risultato ottenuto nella precedente edizione nell'ordine di:
1. Giochi del Mediterraneo
2. Olimpiadi
3. Campionato del Mondo